# Оберн Тайгерс (баскетбол)
Оберн Тайгерс (англ. Auburn Tigers) — баскетбольная команда, представляющая Обернский университет в первом баскетбольном мужском дивизионе NCAA. Располагается в Оберне (штат Алабама). В настоящее время команда выступает в Юго-Восточной конференции. Домашние игры «Тайгерс» проводят в «Оберн-арена». Баскетбольная программа в университете была основана в 1905 году и с тех пор лучшим результатом команды является выход в четвертьфинал турнира NCAA. Несмотря на не слишком хорошее выступление в чемпионатах, среди выпускников университета были такие будущие звёзды НБА как Чарльз Баркли и Чак Персон.

## Достижения
- Полуфиналист NCAA: 2019
- Четвертьфиналист NCAA: 1986, 2019
- 1/8 NCAA: 1985, 1986, 1999, 2003, 2019
- Участие в NCAA: 1984, 1985, 1986, 1987, 1988, 1999, 2000, 2003, 2018, 2019
- Победители турнира конференции: 1985, 2019
- Победители регулярного чемпионата конференции: 1960, 1999, 2018